# One Deep River
One Deep River deseti je studijski album Marka Knopflera. Objavljen je 12. travnja 2024. Osim samog albuma, 20. travnja 2024. objavljen je EP pod nazivom The Boy koji uključuje još 4 pjesme.

## Popis pjesama
Tekstovi i glazba: Mark Knopfler. 
| Standardno izdanje | Standardno izdanje                 | Standardno izdanje | Standardno izdanje | Standardno izdanje | Standardno izdanje | Standardno izdanje | Standardno izdanje | Standardno izdanje | Standardno izdanje |
| Br.                | Skladba                            | Trajanje           |                    |                    |                    |                    |                    |                    |                    |
| ------------------ | ---------------------------------- | ------------------ | ------------------ | ------------------ | ------------------ | ------------------ | ------------------ | ------------------ | ------------------ |
| 1.                 | »Two Pairs of Hands«               | 4:05               |                    |                    |                    |                    |                    |                    |                    |
| 2.                 | »Ahead of the Game«                | 3:56               |                    |                    |                    |                    |                    |                    |                    |
| 3.                 | »Smart Money«                      | 4:27               |                    |                    |                    |                    |                    |                    |                    |
| 4.                 | »Scavengers Yard«                  | 4:33               |                    |                    |                    |                    |                    |                    |                    |
| 5.                 | »Black Tie Jobs«                   | 2:57               |                    |                    |                    |                    |                    |                    |                    |
| 6.                 | »Tunnel 13«                        | 5:27               |                    |                    |                    |                    |                    |                    |                    |
| 7.                 | »Janine«                           | 4:42               |                    |                    |                    |                    |                    |                    |                    |
| 8.                 | »Watch Me Gone«                    | 5:02               |                    |                    |                    |                    |                    |                    |                    |
| 9.                 | »Sweeter Than the Rain«            | 4:16               |                    |                    |                    |                    |                    |                    |                    |
| 10.                | »Before My Train Comes«            | 4:04               |                    |                    |                    |                    |                    |                    |                    |
| 11.                | »This One's Not Going to End Well« | 4:00               |                    |                    |                    |                    |                    |                    |                    |
| 12.                | »One Deep River«                   | 4:17               |                    |                    |                    |                    |                    |                    |                    |
| 51:46              |                                    |                    |                    |                    |                    |                    |                    |                    |                    |

| 1. | »Dolly Shop Man«   | 5:08 |
| 2. | »Your Leading Man« | 4:05 |
| 3. | »Wrong'un«         | 2:53 |
| 4. | »Chess«            | 3:26 |

| 1. | »The Living End«        | 3:44 |
| 2. | »Fat Chance Dupree«     | 4:15 |
| 3. | »Along a Foreign Coast« | 4:34 |
| 4. | »What I'm Gonna Need«   | 2:52 |
| 5. | »Nothing but Rain«      | 3:30 |

| 1. | »Mr Soloman's Said«           | 6:09 |
| 2. | »The Boy«                     | 5:29 |
| 3. | »All Comers«                  | 5:15 |
| 4. | »Bad Day For A Knife Thrower« | 4:35 |